# 碲化锶
碲化锶是锶的碲化物，化学式 SrTe。

## 性质
碲化锶是一种白色固体。它是立方晶系的氯化钠结构。 在 10.9 GPa以上时，碲化锶相变成氯化铯结构。

## 用处
碲化锶可以用来制造高效的热电偶。